# 澎湖空港
澎湖空港（ほうこくうこう；澎湖機場 IPA:[pʰə́ŋxʷúː t͡ɕīːʈ͡ʂʰǎŋ]，英: Penghu Airport）は、中華民国（台湾）澎湖県湖西郷に位置する空港。軍と民間の共用空港である。2018年（民国107年）に名称が馬公機場から澎湖機場に変更された。

## 概要
年間利用客数は、国内2,320,249人（2016年度）
国内便のみを運行している。

## 歴史
- 1957年（民国46年） - 民航空運公司がC-46型機を就航し、民間空港運用を開始。
- 1966年（民国55年） - 旅客ターミナルビルを建設[2]。
- 1977年（民国66年）8月1日 - 「馬公航空站」開港[2]。
- 2018年（民国107年）3月7日、名称を澎湖空港（澎湖機場/Penghu Airport）に変更し、関連の作業等を半年以内にすべて完了させることを澎湖県政府が発表した[3]。
  - 同年8月9日、正式名称が澎湖機場に変更される[1]。

## 就航航空会社と就航都市

### 国内線
| 航空会社       | 就航地 |
| -------------- | --- |
| ユニー航空     | 台北松山空港（台北市）、高雄国際空港（高雄市）、台中国際空港（台中市）、嘉義空港（嘉義市）、台南空港（台南市）、金門空港（金門県） |
| マンダリン航空 | 台北松山空港（台北市）、高雄国際空港（高雄市）、台中国際空港（台中市）                                                             |
| 中華航空       | 台北松山空港（台北市） |
| 徳安航空       | 七美空港（澎湖県） |

## アクセス
馬公市街まで約10キロメートルほどあり、市街地と連絡する公共交通機関には路線バスとタクシーがある。空港から利用できる路線バスはすべて馬公市内行きだが、経由地の違う4路線がある。所要時間は路線によって異なり、25 - 40分である。タクシーは、市内まで約250－300元。
- 澎湖県公共車船管理処